# Jin-šan
Jin-šan nebo Yin Shan (čínsky v českém přepisu Jin-šan, Jin-šan šan-maj, pchin-jinem Yīnshān, Yīnshān Shānmài, znaky zjednodušené 阴山, 陰山山脉, tradiční 陰山, 陰山山脈) je horské pásmo, které se táhne Vnitřním Mongolskem ze západu na východ, severně od Žluté řeky, v délce asi 1200 km.
Skládá se na západě z pohoří Lang-šan (狼山, Lang Shan) a Wu-la-šan (乌拉山, Wula Shan), uprostřed leží Ta-čching-šan (大青山, Daqing Shan) a Chuej-tcheng-liang-šan (灰腾梁山, Huitengliang Shan), na jihu Liang-čcheng-šan (凉城山, Liangcheng Shan) a Chua-šan (桦山, Hua Shan) a na východě Ta-ma-čchün-šan (大马群山, Damaqun Shan). Na sever od něj leží Mongolská plošina s pouští Gobi, na jihu plošina Ordos s pouští Mu Us, ale v těsné blízkosti Žluté řeky je úzký pruh úrodné půdy zvaný rovina Che-tchao. Jin-šanem probíhá rozvodí mezi povodím Žluté řeky na jihu a bezodtokou oblastí na severu.
V dobách čínských dynastií Čchin a Chan byla podél Jin-šanu vybudována část Velké čínské zdi.